# Élections législatives turques de 2018
Pour un article plus général, voir élections générales turques de 2018.
Des élections législatives, ont lieu en Turquie le 24 juin 2018, le même jour qu'une élection présidentielle, dans le cadre des élections générales. Convoquées de manière anticipée, presque un an et demi avant l'échéance normale, le 3 novembre 2019, ces élections marqueront le passage de la Turquie d'un régime parlementaire à un régime présidentiel. Le Parti de la justice et du développement (AKP) du président en exercice Recep Tayyip Erdoğan, donné comme grand favori du scrutin, perd de peu la majorité absolue des sièges qu'il détenait à lui seul à la Grande Assemblée nationale, mais dispose d'une majorité absolue grâce à son alliance avec le Parti d'action nationaliste.

## Contexte
Le 18 avril 2018, le président turc, Recep Tayyip Erdoğan, annonce à Ankara que les élections se tiendront de façon anticipée le 24 juin 2018. Il venait de s'entretenir avec Devlet Bahçeli, son allié au sein de l'Alliance populaire et dirigeant du Parti d'action nationaliste (MHP), qui avait appelé la veille à des élections anticipées pour le 26 août 2018, selon lequel « la nation ne peut attendre ». Ces développements ont pris de court nombre d'observateurs. Les élections auront lieu sous état d'urgence, prolongé le même jour pour la septième fois consécutive, ce que dénonce le Parti républicain du peuple (CHP), principale formation de l'opposition.
À la suite de la réforme constitutionnelle de 2017, approuvée par référendum, le nouveau président élu sera à la fois chef d'État et chef de gouvernement, le poste de Premier ministre étant supprimées. La Grande Assemblée nationale de Turquie est élue en même temps que le président de la République, la durée de son mandat passant de quatre à cinq ans, et le nombre de ses membres est porté de 550 à 600 députés. Ses pouvoirs sont en revanche grandement diminués. Elle ne choisit ainsi plus le Premier ministre, dont le poste est supprimé au profit du président, qui nomme directement les membres du gouvernement, dont un vice-président.
Le déroulement de ce référendum a été alors particulièrement critiqué par l'opposition, qui a dénoncé une campagne organisée dans des conditions inéquitables. Un changement de dernière minute du Conseil électoral supérieur, autorisant le décompte de bulletins de vote non vérifiés, est particulièrement remis en cause par l'opposition, selon laquelle cette décision aurait ajouté 1,5 million de bulletins de vote au total des voix.
En mars 2018, les journaux, agence de presse et chaînes de télévision et de radio de Doğan Holding, à l'instar de Hürriyet, Milliyet, Demirören Haber Ajansı ou encore Kanal D et CNN Türk, sont rachetés par Demirören Holding, une entité proche d'Erdoğan. Cette acquisition est vue comme un renforcement du contrôle des médias par le gouvernement turc à l'approche des élections. Selon certains observateurs, environ 90 % des médias turcs sont ainsi sous contrôle gouvernemental,.
Le scrutin a lieu quatre jours avant que Le Bon Parti, récemment créé, soit autorisé à participer à une élection, ce qui peut empêcher la formation de participer au scrutin. Pour cette raison, dans le but de permettre au parti de participer malgré tout au scrutin, le 22 avril 2018, 15 députés du CHP décident de rejoindre le parti, qui peut ainsi former un groupe parlementaire.

### Analyses
Pour le politologue Ahmet İnsel, « Si le HDP ne passe pas ce barrage [des 10 % pour entrer au parlement], l'immense majorité de ses sièges seront récupérés par l'AKP. Il en va de la représentation des Kurdes, des minorités et des forces modernistes au parlement de Turquie ». Celui-ci ajoute que « la situation est d'autant plus compliquée pour Erdogan que cette alliance d'opposition perturbe énormément la stratégie de clivage culturel sur laquelle il a bâti son discours. Il ne peut plus accuser ses rivaux d'être des suppôts de l'étranger, des laïcistes qui ont fait fermer des mosquées parce qu'en face, dans l'alliance, il y a le vrai parti islamiste, le Saadet ». Enfin, « Pour Erdogan, l'enjeu principal est de viser le parti kurde pour qu'il ne franchisse pas le seuil électoral. Avec le risque, s'il joue trop du clivage Turcs-Kurdes, de s'aliéner davantage son propre électorat ».
Pour Seyfettin Gürsel, directeur du Centre de recherches économiques et sociales de l'université Bahçesehir, « pour satisfaire son allié ultranationaliste, Erdogan a ouvert la boîte de Pandore. Il a permis aux partis d'opposition de former une alliance… et ils l'ont fait. Il ne s'y attendait pas ».

## Système électoral

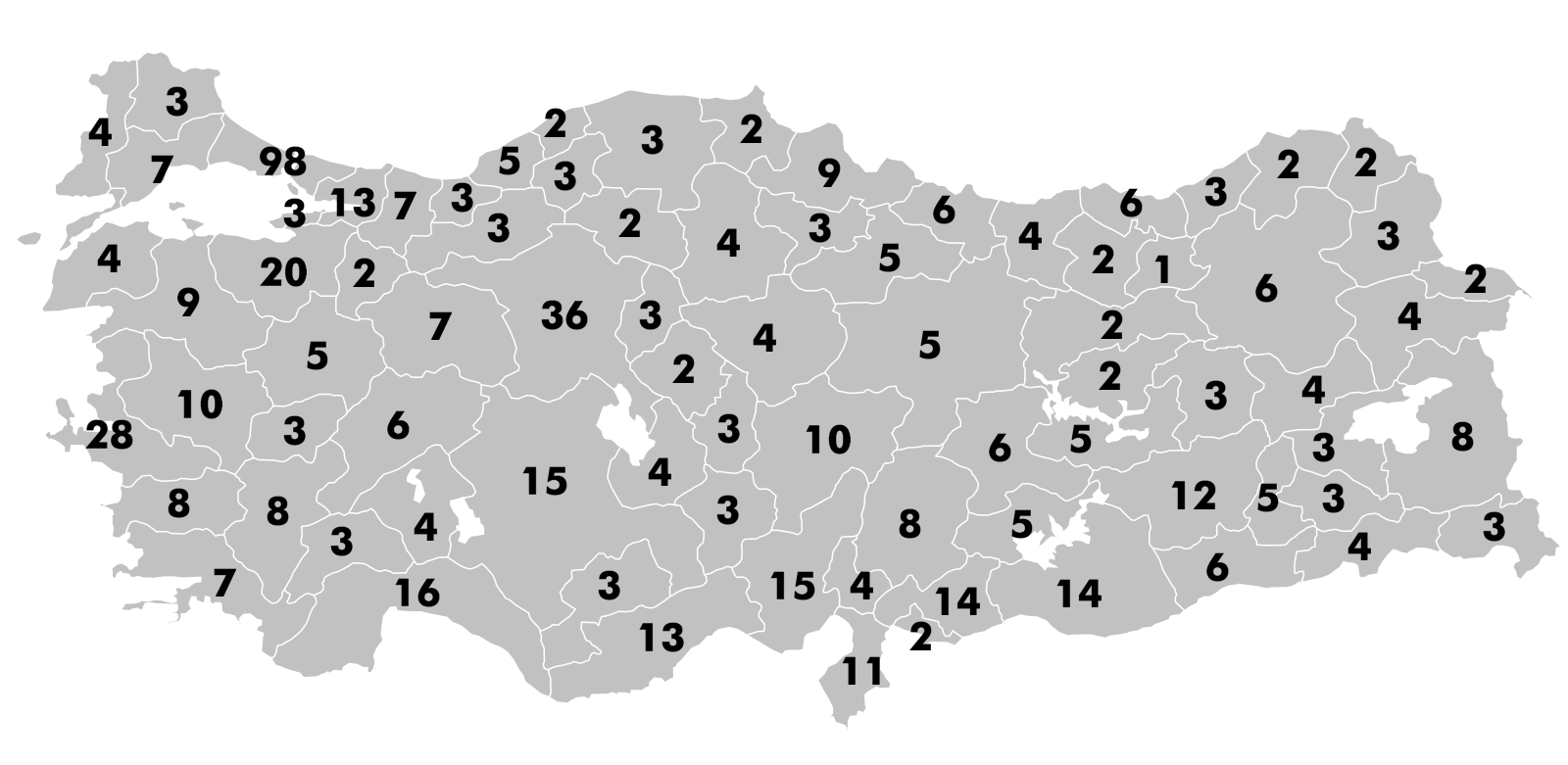
Nombre de sièges par provinces

La Grande Assemblée nationale de Turquie est le parlement unicaméral de la Turquie. Elle est composée de 600 députés élus pour cinq ans au scrutin proportionnel plurinominal à listes bloquées, répartis selon la méthode d'Hondt et avec un seuil électoral de 10 %. Le scrutin a lieu dans 85 circonscriptions plurinominales correspondant aux 81 provinces du pays, les villes de Bursa et d'Izmir étant divisées en deux circonscriptions tandis qu'Ankara et Istanbul sont divisées en trois.
Au seuil électoral s'ajoutent plusieurs conditions supplémentaires auxquelles un parti doit se soumettre pour pouvoir bénéficier de sièges. Ils doivent avoir une présence dans un minimum d'un tiers des districts d'au moins 40 provinces, dans lesquelles ils doivent présenter au moins deux candidats.
Le seuil électoral turc de 10 % des suffrages, très élevé, a par le passé poussé au regroupement des formations et au vote tactique de la part des électeurs afin d'éviter que leur vote ne soit « perdu ». Lors des législatives de 2002, notamment, l'émiettement des voix amène à l'élimination de tous les partis sauf deux, l'AKP et le CHP se partageant la totalité des sièges tout en ayant recueilli respectivement 34 % et 19 % des voix. À l'inverse, au cours des législatives de juin 2015, le HDP aurait reçu de nombreuses voix en dehors de son socle électoral kurde de la part d'électeurs de l'opposition souhaitant éviter son élimination qui aurait entraîner une répartition des sièges au profit de l'AKP. Depuis la modification constitutionnelle de 2017, cependant, la possibilité d'alliances préélectorales entre deux partis ou plus a été légalisée. Dans l'hypothèse où une partie seulement des membres d'une alliance parvient à franchir le seuil de 10 %, les partis ayant échoué à l'obtenir se verraient tout de même attribuer des sièges. Enfin, dans le cas des alliances, les électeurs ont le choix de voter pour un ou l'intégralité des partis, représentés sur le même bulletin, où il convient de cocher. Les suffrages concernant une alliance sont partagés proportionnellement par les partis, suivant les scores obtenus par chacun d'eux.
Les modifications apportées à la loi électorale en 2017 pourraient aussi conforter le pouvoir en place. Notamment le fait que les commissions d'observation des élections seront désormais nommées par le gouvernement alors qu'elles étaient depuis 1950 composées des représentants des principaux partis en lice, garants de la transparence du processus électoral.

## Principales forces en présence
| Partis                                     | Partis                                                            | Partis                                                                                        | Positionnement et idéologie                                                                   | Chef de file         | Sièges en 2015 |
| ------------------------------------------ | ----------------------------------------------------------------- | --------------------------------------------------------------------------------------------- | --------------------------------------------------------------------------------------------- | -------------------- | -------------- |
|                                            |                                                                   | Parti de la justice et du développement (AKP) Adalet ve Kalkınma Partisi                      | Droite Nationalisme, national-conservatisme, démocratie islamique, conservatisme social       | Recep Tayyip Erdoğan | 317 députés    |
|                                            | Parti d'action nationaliste (MHP) Milliyetçi Hareket Partisi      | Droite à extrême droite Ultranationalisme, panturquisme, euroscepticisme, populisme de droite | Devlet Bahçeli                                                                                | 40 députés           |                |
|                                            | Parti de la grande unité (BBP) Büyük Birlik Partisi               | Extrême droite Nationalisme, Islamisme                                                        | Mustafa Destici                                                                               | aucun député         |                |
| Alliance populaire (CI) Cumhur İttifakı    | Alliance populaire (CI) Cumhur İttifakı                           | Alliance populaire (CI) Cumhur İttifakı                                                       | Alliance populaire (CI) Cumhur İttifakı                                                       | Nouveau              |                |
|                                            |                                                                   | Parti républicain du peuple (CHP) Cumhuriyet Halk Partisi                                     | Centre gauche Kémalisme, social-démocratie, europhilie                                        | Kemal Kılıçdaroğlu   | 134 députés    |
|                                            | Le Bon Parti (İYİ) İyi Parti                                      | Centre, centre droit, à droite Nationalisme, kémalisme, conservatisme, parti laïc, europhilie | Meral Akşener                                                                                 | Nouveau              |                |
|                                            | Parti de la félicité (SP) Saadet Partisi                          | Extrême droite Islamisme, euroscepticisme                                                     | Temel Karamollaoğlu                                                                           | aucun député         |                |
|                                            | Parti démocrate (DP) Demokrat Parti                               | Centre droit Nationalisme turc, Libéralisme économique, Conservatisme                         | Gültekin Uysal (tr)                                                                           | aucun député         |                |
| Alliance de la nation (MI) Millet İttifakı | Alliance de la nation (MI) Millet İttifakı                        | Alliance de la nation (MI) Millet İttifakı                                                    | Alliance de la nation (MI) Millet İttifakı                                                    | Nouveau              |                |
|                                            | Parti démocratique des peuples (HDP) Halkların Demokratik Partisi | Parti démocratique des peuples (HDP) Halkların Demokratik Partisi                             | Gauche Socialisme démocratique, populisme de gauche, droits des minorités, défense des Kurdes | Selahattin Demirtaş  | 59 députés     |

## Campagne électorale
Le 2 mai 2018, Le Bon Parti, le Parti républicain du peuple, le Parti de la félicité et le Parti démocrate annoncent la formation d'une coalition électorale pour les législatives.
Le Parti de la justice et du développement présente divers candidats issus du monde du sport, tels que le footballeur Alpay Özalan, le lutteur Selçuk Çebi ou encore le pilote de moto Kenan Sofuoğlu.
Le 26 mai 2018, Kemal Kılıçdaroğlu, président général du CHP, présente le programme du parti pour ces élections, promettant notamment de lever l'état d'urgence en place depuis juillet 2016.

## Polémiques
Le 14 juin, un discours d'Erdoğan lors d'une réunion privée de cadres de l'AKP fuite à la suite de la mise en ligne de plusieurs vidéos filmées depuis l'assistance avec des téléphones portables. Erdoğan y est vu exhortant les représentants du parti à se rendre à l'avance et en nombre aux bureaux de vote afin d'y être majoritaire au cours des opérations de vote, d'en prendre le contrôle et de s'assurer ainsi de la mainmise sur les urnes, en particulier à Istanbul afin d'y « finir le travail avant qu'il ait commencé ». Ces propos alimentent la peur chez l'opposition d'un trucage des résultats du scrutin.
Au cours de la même réunion, Erdoğan appelle ses cadres a cibler les électeurs du HDP afin de s'assurer que ce dernier ne franchisse pas le seuil électoral de 10 %, ce qui favoriserait l'AKP lors de la répartition des sièges. L'objectif étant « d'éviter de répéter le 7 juin », en référence aux élections de 2015 où l'AKP avait temporairement perdu sa majorité absolue à l'assemblée. Il affirme ainsi « Je ne peux pas parler de ça dehors. J'en parle ici avec vous. Pourquoi ? Parce que si le HDP échoue à atteindre le seuil électoral, cela nous mettra dans une bien meilleure position. ». Il appelle son auditoire à « cibler » les électeurs du HDP en travaillant avec les militants locaux de l'AKP. Ces derniers devant être en possession de listes de ceux votant HDP dans leurs circonscriptions, ajoutant que « s'ils ne les ont pas, alors ils n'ont rien à faire à leurs postes. Prenez ces listes d'électeurs et mettez vous au travail. »
Le candidat CHP à la présidentielle Muharrem İnce réagit en affirmant qu'« Erdoğan espère trouver une solution en recourant à ces stratagèmes parce qu'il n'a pas intériorisé la démocratie. Il ne croit pas en elle. » avant de promettre que « nous protégerons les urnes. Que la population en soit assurée. » Selon Cengiz Aktar, analyste en sciences politiques « Il y a déjà de très grand doutes sur la sécurité des bureaux de vote. Le système tout entier a été réorganisé afin d'assurer à M. Erdoğan et son parti une victoire aux prochaines élections. ».
Le Parti démocratique du peuple subit la répression du pouvoir. En mars 2021, 14 de ses députés ont été déchus de leur mandat.

## Sondages

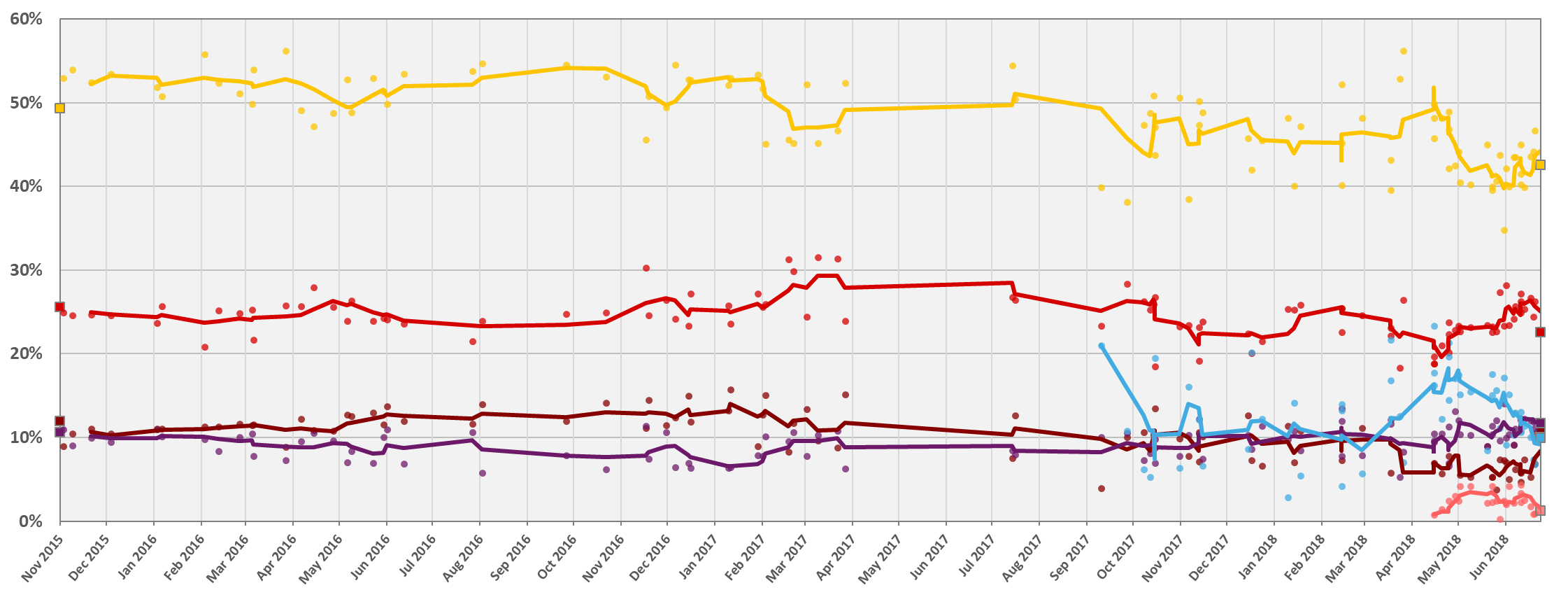
Intentions de vote depuis novembre 2015.
Parti de la justice et du développement
Parti républicain du peuple
Le Bon Parti
Parti démocratique des peuples
Parti d'action nationaliste
Parti de la félicité

## Résultats
Le DP et le BBP, qui ne présentent pas de candidats à part mais seulement au sein respectivement du Bon Parti et de l'AKP, remportent chacun un siège. Pour sa part, le SP, qui a participé au scrutin au sein de l'Alliance de la nation, remporte deux sièges. Le HDP a fait élire six députés membres des partis et mouvements politiques suivants : le Parti communiste de Turquie du peuple (HTKP), l'Ezilenlerin Sosyalist Partisi’nden (ESP), l'Özgürlük ve Sosyalizm Partisi’nden (ÖSP), le Sosyalist Yeniden Kuruluş Partisi’nden (SYKP), l'Eski Halkevleri et le Sosyalist Dayanışma Platformu Başkanı.
|                             |                                |                                         |                           |            |       |      |        |               |  |
| Partis et coalitions        | Partis et coalitions           | Partis et coalitions                    | Partis et coalitions      | Voix       | %     | +/-  | Sièges | +/-           |  |
|                             |                                | Parti de la justice et du développement | AKP                       | 21 338 693 | 42,56 | 6,94 | 295    | 22            |  |
|                             | Parti d'action nationaliste    | MHP                                     | 5 565 331                 | 11,10      | 0,80  | 49   | 9      |               |  |
| Total Alliance populaire    | Total Alliance populaire       | CUMHUR                                  | 26 904 024                | 53,66      | Nv.   | 344  | 13     |               |  |
|                             |                                | Parti républicain du peuple             | CHP                       | 11 354 190 | 22,64 | 2,68 | 144    | 10            |  |
|                             | Le Bon Parti                   | İYİ                                     | 4 993 479                 | 9,96       | Nv.   | 43   | 43     |               |  |
|                             | Parti de la félicité           | SP                                      | 673 731                   | 1,34       | 0,66  | 2    | 2      |               |  |
| Total Alliance de la nation | Total Alliance de la nation    | MİLLET                                  | 17 013 340                | 33,94      | Nv.   | 189  | 55     |               |  |
|                             | Parti démocratique des peuples | Parti démocratique des peuples          | HDP                       | 5 867 302  | 11,70 | 0,94 | 67     | 8             |  |
|                             | Parti de la cause libre        | Parti de la cause libre                 | HÜDA PAR                  | 157 612    | 0,31  | Nv.  | 0      | en stagnation |  |
|                             | Parti patriote                 | Parti patriote                          | VATAN                     | 117 779    | 0,23  | 0,02 | 0      | en stagnation |  |
|                             | Indépendants                   | Indépendants                            | Ind.                      | 75 283     | 0,15  | 0,04 | 0      | en stagnation |  |
|                             |                                |                                         |                           |            |       |      |        |               |  |
| Votes valides               | Votes valides                  | Votes valides                           | Votes valides             | 50 130 419 | 97,94 |      |        |               |  |
| Votes blancs et invalides   | Votes blancs et invalides      | Votes blancs et invalides               | Votes blancs et invalides | 1 053 310  | 2,06  |      |        |               |  |
| Total                       | Total                          | Total                                   | Total                     | 51 183 729 | 100   | —    | 600    | 50            |  |
| Abstention                  | Abstention                     | Abstention                              | Abstention                | 8 171 111  | 13,77 |      |        |               |  |
| Inscrits/Participation      | Inscrits/Participation         | Inscrits/Participation                  | Inscrits/Participation    | 59 354 840 | 86,23 |      |        |               |  |

## Conséquences
Le 4 juillet 2018, l'Alliance de la nation est dissoute, tandis que Le Bon Parti n'exclut pas de coopérer avec le gouvernement au Parlement.
Le nouveau parlement, inaugurant la 27e législature, se réunit le 7 juillet 2018. Binali Yıldırım, Premier ministre sortant, est élu président de la Grande Assemblée nationale le 12 juillet.